# Manufacture de tapisserie Castel
La Manufacture de tapisserie Castel, puis Goubely est une manufacture française à Aubusson, dans la Creuse. C'est un monument historique inscrit depuis le 12 février 2013.
En 1840, la manufacture par Émile Castel. Louis Bernaux la reprend en 1893 et y fait construire de nouveaux bâtiments.
Cédée à Maurice Lauer en 1910, elle est dirigée par Alfred Gatien. 
Suzanne Goubely reprend la manufacture en 1960. Sous sa direction, la manufacture se lie avec de nombreux artistes dont Dom Robert. Elle est léguée à une communauté religieuse en 1997, qui fonde sur le site l'Atelier de la Beauze.